# بانفيلد بوينس آيرس (مدينة)
بانفيلد، بوينس آيرس (بالإسبانية: Banfield, Buenos Aires)‏ هي منطقة سكنية تقع في الأرجنتين في Lomas de Zamora Partido. يقدر عدد سكانها بـ 223,898 نسمة وترتفع عن سطح البحر 16 متر.

## معرض صور

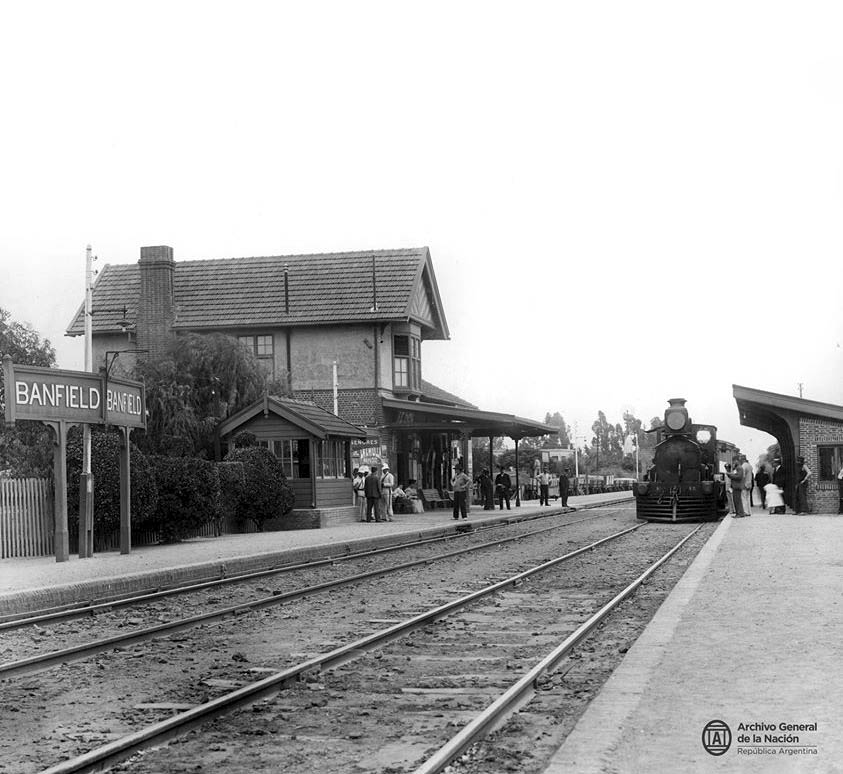
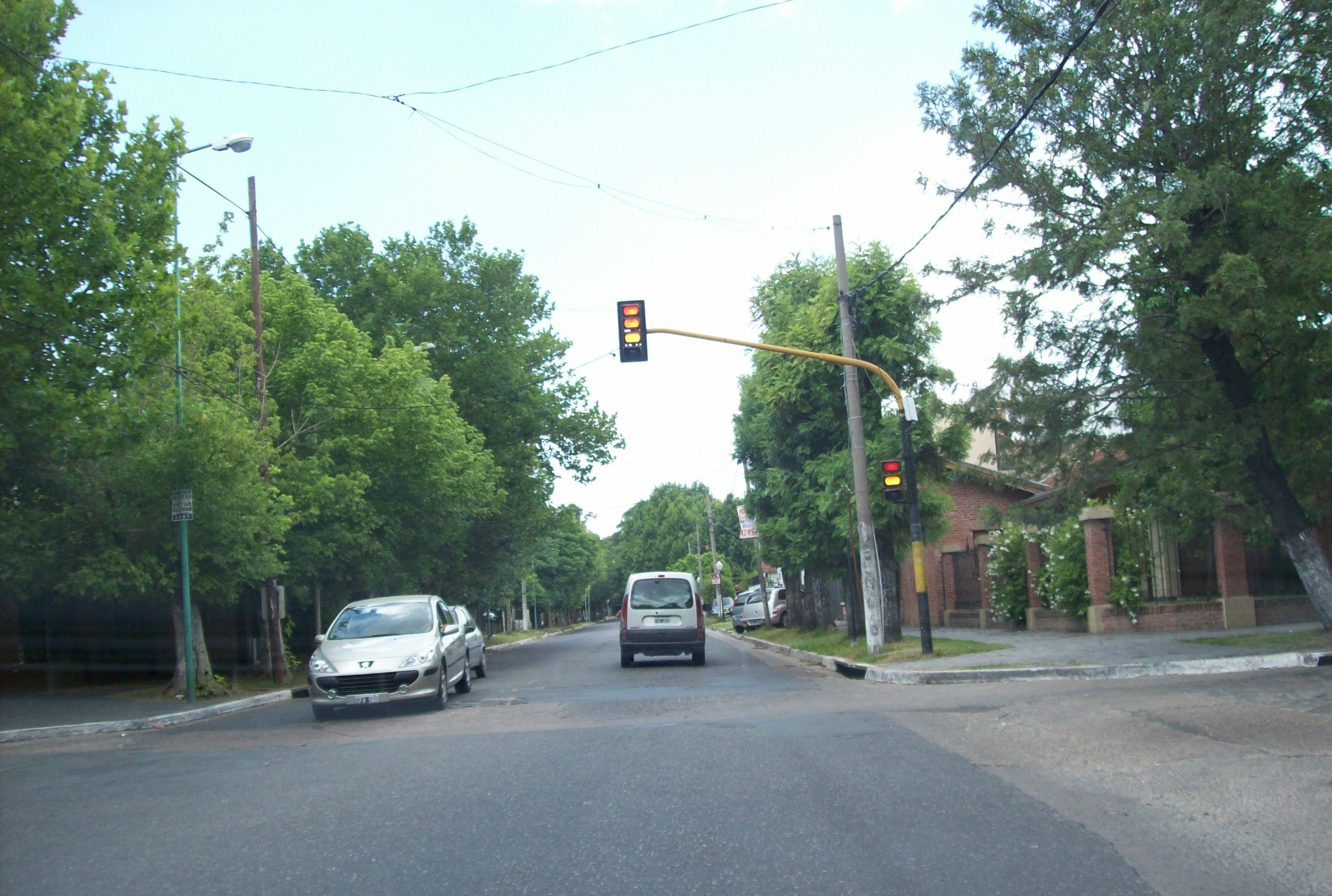
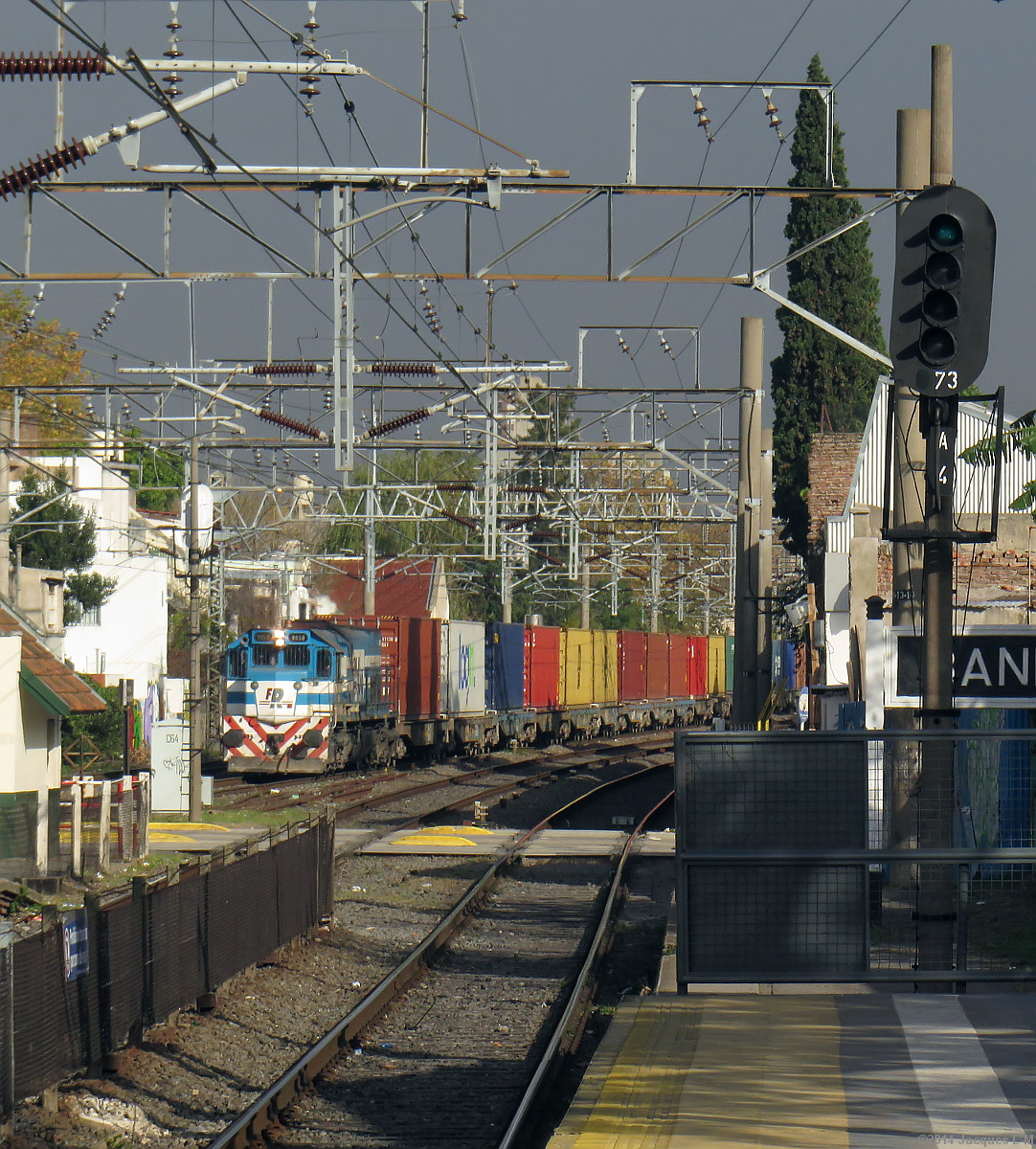
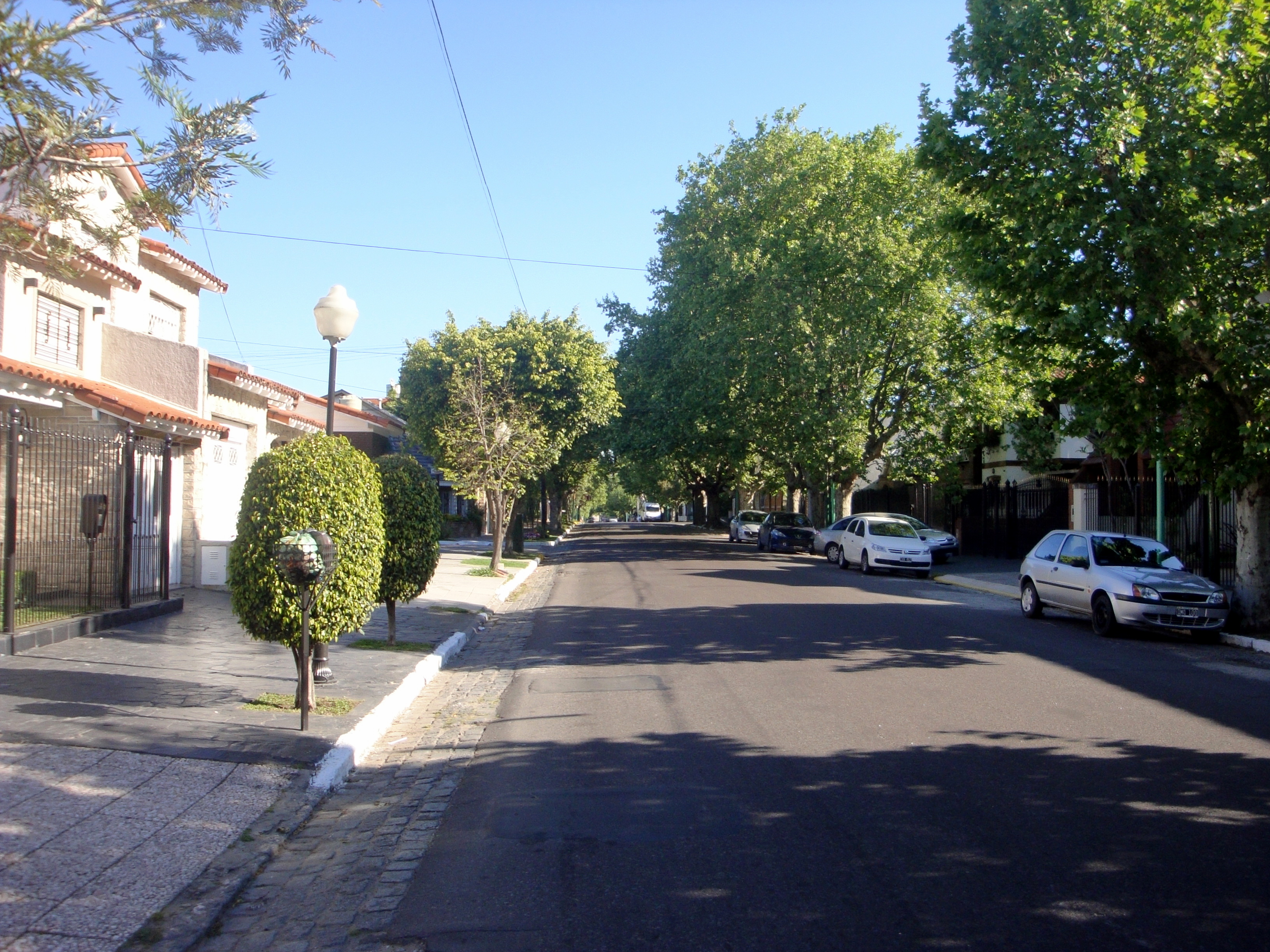

## أعلام
- روبرتو هويرتا
- توماس فرنسيس
- جبريل كاراسكو